# المملحة (حبيش)

تعديل مصدري - تعديل

المملحة هي إحدى قرى عزلة جبل خضراء بمديرية حبيش التابعة لمحافظة إب، بلغ تعداد سكانها 341 نسمة حسب تعداد اليمن لعام 2004.